# Listă de filme canadiene din 2007
Aceasta este o listă de filme canadiene din 2007:

## Lista
| Titlu                           | Regizor                                  | Actori                                                 | Gen                     | Note                                          |
| ------------------------------- | ---------------------------------------- | ------------------------------------------------------ | ----------------------- | --------------------------------------------- |
| American Venus                  | Bruce Sweeney                            |                                                        | Drama                   |                                               |
| Anna's Storm                    | Kristoffer Tabori                        | Sheree J. Wilson                                       | Action, Drama           |                                               |
| Blonde and Blonder              | Dean Hamilton                            | Pamela Anderson, Denise Richards                       | Comedie                 |                                               |
| Bluff                           | Simon Olivier Fecteau, Marc-André Lavoie |                                                        | Comedie                 |                                               |
| The Bodybuilder and I           | Bryan Friedman                           |                                                        | Documentary             | Best Canadian Feature Documentary at Hot Docs |
| Breakfast with Scot             | Laurie Lynd                              | Tom Cavanagh, Ben Shenkman                             | Comedie                 |                                               |
| A Broken Life                   | Neil Coombs                              | Tom Sizemore                                           | Drama                   |                                               |
| Butterfly on a Wheel            | Mike Barker                              | Pierce Brosnan, Maria Bello, Gerard Butler             | Thriller                |                                               |
| Continental, un film sans fusil | Stéphane LaFleur                         |                                                        | Comedy-drama            |                                               |
| Decoys 2                        | Jeffery Scott Lando                      | Kim Poirier                                            | Sci-fi, Horror          |                                               |
| Eastern Promises                | David Cronenberg                         | Viggo Mortensen, Naomi Watts                           | Crime drama             | co-producție Canadiană/Americană              |
| Emotional Arithmetic            | Paolo Barzman                            | Gabriel Byrne, Roy Dupuis                              | Drama                   |                                               |
| Fugitive Pieces                 | Jeremy Podeswa                           |                                                        |                         |                                               |
| Gene Boy Came Home              | Alanis Obomsawin                         | Eugene "Gene Boy" Benedict                             | Documentary             |                                               |
| Good Luck Chuck                 | Mark Helfrich                            | Dane Cook, Jessica Alba                                | Comedie                 | American/Canadian co-production               |
| Jack Brooks: Monster Slayer     | Jon Knautz                               | Robert Englund, Trevor Matthews, Rachel Skarsten       | Horror                  |                                               |
| Late Fragment                   | Daryl Cloran, Anita Doron, Mateo Guez    | Michael Healey, Jeffrey Parazzo                        | Interactive cinema      | First North American interactive feature film |
| L'Âge des ténèbres              | Denys Arcand                             | Marc Labrèche, Diane Kruger                            | Comedy/Drama            |                                               |
| Let's All Hate Toronto          | Albert Nerenberg, Rob Spence             |                                                        | film documentar/Comedie |                                               |
| Madame Tutli-Putli              | Chris Lavis, Maciek Szczerbowski         |                                                        | Stop motion             | Cannes prize winner                           |
| My Winnipeg                     | Guy Maddin                               | Darcy Fehr, Ann Savage                                 | Drama                   |                                               |
| Shake Hands with the Devil      | Roger Spottiswoode                       | Roy Dupuis                                             | Drama                   | See also 2004 documentary                     |
| Sharkwater                      | Rob Stewart                              | Rob Stewart                                            | Documentary             |                                               |
| The Sparky Book                 | Mary Lewis                               | Gordon Pinsent, Joel Thomas Hynes                      | Animated/live-action    | Best Experimental Film, Golden Sheaf Awards   |
| Steel Toes                      | David Gow                                | David Strathairn, Andrew W. Walker                     | Drama                   |                                               |
| Surviving My Mother             | Émile Gaudreault                         |                                                        |                         |                                               |
| This Beautiful City             | Ed Gass-Donnelly                         | Aaron Poole, Kristin Booth, Caroline Cave              | Drama                   |                                               |
| Tkaronto                        | Shane Belcourt                           | Duane Murray, Melanie McLaren, Lorne Cardinal          | Drama                   |                                               |
| Les 3 p'tits cochons            | Patrick Huard                            | Claude Legault, Guillaume Lemay-Thivierge, Paul Doucet | Comedie                 |                                               |
| La Vie en rose                  | Olivier Dahan                            | Marion Cotillard                                       | Drama                   |                                               |
| Young People Fucking            | Martin Gero                              | Aaron Abrams,                                          | Romantic comedy         |                                               |